# Jean-Paul Lilienfeld
Pour les articles homonymes, voir Lilienfeld.
Jean-Paul Lilienfeld, né le 17 juillet 1962 à Paris, est un acteur, scénariste et réalisateur français.

## Filmographie

### Scénariste
- 1987 : L'Été en pente douce de Gérard Krawczyk
- 1987 : L'Œil au beur(re) noir de Serge Meynard
- 1991 : La Contre-allée d'Isabel Sebastian
- 1992 : De Zevende Hemel
- 1996 : XY
- 1997 : Quatre garçons pleins d'avenir
- 2001 : HS Hors Service
- 2008 : La Journée de la jupe
- 2012 : Arrêtez-moi

### Réalisateur

#### Cinéma
- 1992 : De Zevende Hemel
- 1996 : XY
- 1997 : Quatre garçons pleins d'avenir
- 2001 : HS Hors Service
- 2009 : La Journée de la jupe
- 2012 : Arrêtez-moi

#### Télévision
- 2002 : Qui mange quoi ? (téléfilm)
- 2004 : Qui mange quand ? (téléfilm)
- 2005 : Comme sur des roulettes (téléfilm)
- 2022 : Juliette dans son bain (téléfilm)

### Acteur

#### Cinéma
- 1980 : Inspecteur la Bavure de Claude Zidi : Libenstein, élève-inspecteur
- 1980 : La Nuit de la mort de Raphaël Delpard : le voyou
- 1982 : Ma femme s'appelle reviens de Patrice Leconte : Le mateur
- 1982 : Les Sous-doués en vacances de Claude Zidi : Stéphane
- 1983 : Circulez y'a rien à voir de Patrice Leconte : Le flic du pont
- 1983 : Y a-t-il un pirate sur l'antenne ? de Jean-Claude Roy
- 1983 : Ballade sanglante (court métrage) de Sylvain Madigan
- 1986 : Je hais les acteurs de Gérard Krawczyk : Blue
- 1987 : L'Été en pente douce de Gérard Krawczyk : Shawenhick
- 1987 : Sale Destin de Sylvain Madigan : Thibaud
- 1987 : L'Œil au beur(re) noir de Serge Meynard : Junior
- 1989 : Moitié-moitié de Paul Boujenah : Julio
- 1990 : Le Silence d'ailleurs de Guy Mouyal : Marcel
- 1991 : Génial, mes parents divorcent ! de Patrick Braoudé : Jean-Paul
- 1996 : XY de lui-même : Patrick
- 1997 : Quatre garçons pleins d'avenir de lui-même
- 2005 : La Vie est à nous ! de Gérard Krawczyk : le père touriste

#### Télévision
- 1985 : Les Bargeot (série télévisée)
- 1991 : Femme de voyou (téléfilm) de Georges Birtchansky : Libenstein, élève-inspecteur
- 1992 : Parfum de bébé (téléfilm) de Serge Meynard
- 1995 : Sa dernière lettre (téléfilm) de Serge Meynard : le père de Benjamin